# Brittnau
Brittnau (toponimo tedesco) è un comune svizzero di 3 906 abitanti del Canton Argovia, nel distretto di Zofingen.

## Monumenti e luoghi d'interesse

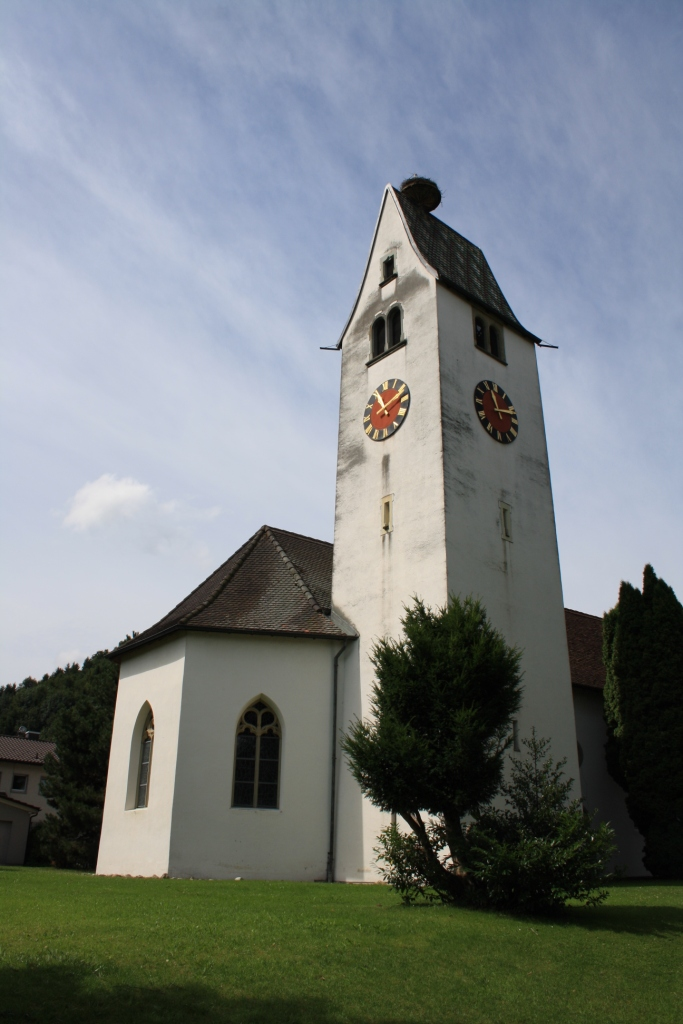
La chiesa riformata

- Chiesa riformata, eretta nel X secolo e ricostruita nel XVI secolo[1].

## Società

### Evoluzione demografica
L'evoluzione demografica è riportata nella seguente tabella:
Abitanti censiti

## Infrastrutture e trasporti
Brittnau è servito dalla stazione di Brittnau-Wikon sulla ferrovia Olten-Lucerna.

## Amministrazione
Ogni famiglia originaria del luogo fa parte del cosiddetto comune patriziale e ha la responsabilità della manutenzione di ogni bene ricadente all'interno dei confini del comune.